# Institut Pasteur
Ne doit pas être confondu avec Sanofi Pasteur, laboratoire destiné à la production de vaccins du groupe Sanofi, ni avec le Pasteur Network, alliance de plusieurs instituts de recherche à travers le monde parmi lesquels l'Institut Pasteur Paris est membre.
 (décembre 2016).
Si vous disposez d'ouvrages ou d'articles de référence ou si vous connaissez des sites web de qualité traitant du thème abordé ici, merci de compléter l'article en donnant les références utiles à sa vérifiabilité et en les liant à la section « Notes et références ».
L'institut Pasteur est une fondation française privée à but non lucratif, sise à Paris, qui se consacre à l'étude de la biologie, des micro-organismes, des maladies et des vaccins.
Créé en 1888 grâce à une souscription publique internationale, il est ainsi nommé d'après Louis Pasteur, son fondateur et premier directeur qui, en 1885, a mis au point le premier vaccin contre la rage.
Depuis plus d’un siècle, l’institut Pasteur est à la pointe de la lutte contre les maladies infectieuses. Cette organisation internationale de recherche a été la première à isoler en 1983 le virus de l'immunodéficience humaine (VIH), virus qui provoque le syndrome d'immunodéficience acquise (SIDA). Au fil des années, il a été à l'origine de découvertes révolutionnaires qui ont permis à la médecine de contrôler des maladies virulentes, telles que la diphtérie, le tétanos, la tuberculose, la poliomyélite, la grippe, la fièvre jaune, la peste épidémique, l'hépatite B, le SIDA.
Depuis sa fondation, dix scientifiques de l’institut ont été récompensés par un prix Nobel de physiologie ou médecine.
Depuis le 1er juillet 2021, l’institut Pasteur est un « organisme de recherche partenaire » d’Université Paris-Cité.

## Histoire

### Fondation

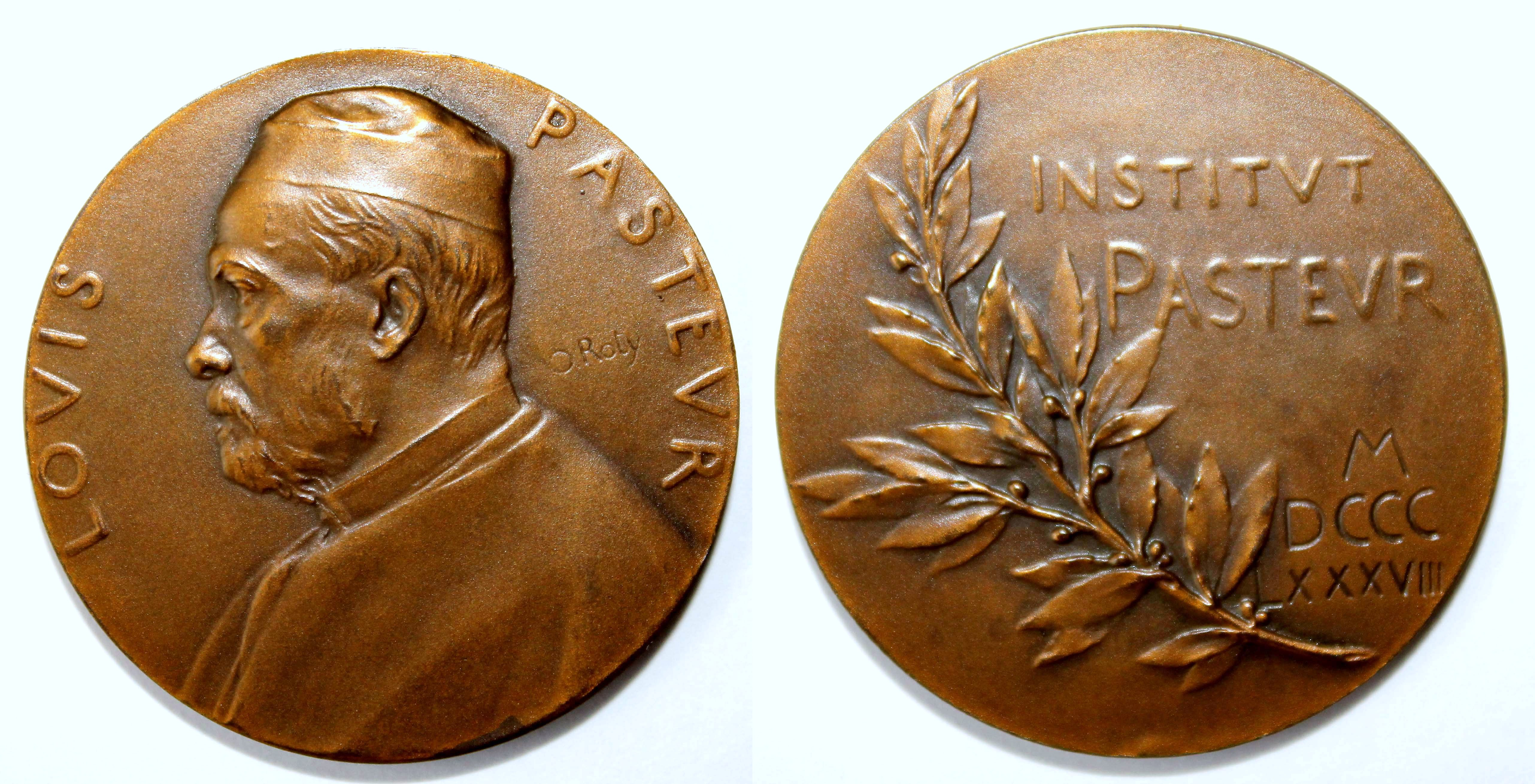
Médaille gravée par Oscar Roty pour financer la construction de l'institut Pasteur.

En 1886, les premiers dons en vue de la création d'un Institut antirabique sont reçus en janvier et la souscription pour la fondation d'un Institut vaccinal contre la rage est lancée le 1er mars 1886. Le 11 mai suivant, un gala se tient au Trocadéro en faveur de l'institut Pasteur.
Créé par un décret du 4 juin 1887, l'institut est inauguré le 14 novembre 1888 par le président Sadi Carnot.

### Fondateur

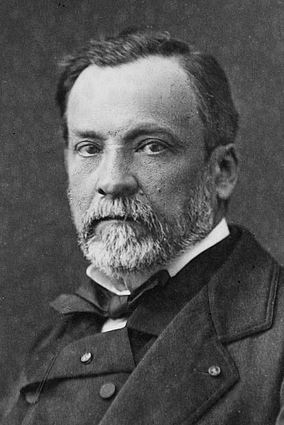
Louis Pasteur

L’institut Pasteur est fondé par Louis Pasteur, scientifique français que ses premières expériences sur la fermentation, réalisées à Lille pour les industries de la bière, ont mené à des recherches fondamentales en bactériologie. En effet, au moment où il fonde son institut, Louis Pasteur a déjà découvert le principe de la stérilisation, connu sous le nom de pasteurisation et qui régit aujourd'hui la pratique universelle de l’antisepsie. D’autre part, il a déjà développé des techniques de vaccination contre les infections bactériennes et il est connu pour avoir mis au point un vaccin efficace contre la rage.
Louis Pasteur lui destine alors trois objectifs : « [Il] sera à la fois un dispensaire pour le traitement de la rage, un centre de recherche pour les maladies infectieuses et un centre d'enseignement pour les études qui relèvent de la microbie . »
Pasteur s’intéresse tout autant à la recherche fondamentale qu’à ses applications pratiques, et les cinq premiers départements de son institut sont dirigés par des savants de formation très diverse. Un normalien, Émile Duclaux, est chargé de la recherche en microbiologie, un autre, Charles Chamberland, de la recherche sur les micro-organismes appliquée à l’hygiène. Un biologiste, Ilya Ilitch Metchnikov, s’occupe de la recherche en morphologie des micro-organismes et deux médecins, Jacques-Joseph Grancher et Émile Roux, de la recherche en technique microbienne. Un an après l'inauguration de l’institut, Roux inaugure le premier cours de microbiologie jamais dispensé, alors intitulé cours de microbie technique.

### Après Pasteur
Durant l'Occupation, la direction de l'institut Pasteur couvre l'activité résistante d'environ 10 % de ses chercheurs, mais échoue à empêcher l'arrestation en ses murs du pastorien Eugène Wollman qui sera, ainsi que son épouse, Elisabeth Wollman, déporté et assassiné à Auschwitz.

### Histoire associée à de nombreuses découvertes
Les successeurs de Pasteur maintiennent la tradition, comme le montre cette chronologie de quelques réalisations de l'institut :
- 1889 : Émile Roux et Alexandre Yersin décrivent le mécanisme d’action de Corynebacterium diphtheriae et mettent au point un traitement de la diphtérie par les antitoxines ;
- 1894 : Alexandre Yersin découvre l’élément pathogène de la peste bubonique, Yersinia pestis ;
- 1898 : Paul-Louis Simond découvre le rôle de la puce dans la transmission de la peste ;
- 1899 : Inauguration de l'institut Pasteur de Lille, structure indépendante dont le but premier est à l'origine d'être un centre de production de sérum antidiphtérique ;
- 1900 : l'hôpital Pasteur est créé par des disciples de Pasteur, Émile Roux et Louis Martin[7].
- 1907 : Alphonse Laveran reçoit le prix Nobel pour ses recherches, effectuées en collaboration avec Félix Mesnil, sur le rôle des protozoaires parasites du sang dans certaines maladies, et notamment la Malaria ;
- 1908 : Ilya Ilitch Metchnikov reçoit le prix Nobel, pour ses contributions à la compréhension du fonctionnement du système immunitaire ;
- 1910 : Constantin Levaditi et Karl Landsteiner démontrent que la poliomyélite est due à un virus filtrant ;
- 1911 : Sous l'impulsion d'Émile Roux, l'institut Pasteur d'Algérie est créé. Edmond et Étienne Sergent mettent en place une doctrine posant les bases de la lutte antipaludique en Afrique du Nord et découvrent de nombreux traitements pour lutter contre les maux endémiques touchant la population d'Algérie et son bétail. Ils participent ainsi à sauver de nombreuses vies et favorisent le développement de l'Algérie[8] ;
- 1911 : Ernest Fourneau crée le laboratoire de chimie thérapeutique, d'où sortiront de très nombreux médicaments ;
- 1914-1918 : des chercheurs de l'institut mettent au point un gaz de combat efficace, la chloropicrine[9] ;
- 1915 : L'institut Pasteur fournit 6 millions de doses de sérum antitétanique pendant toute la durée de la guerre ;
- 1917 : Félix d'Hérelle découvre le bactériophage, virus qui se répand uniquement à l’intérieur des bactéries ;
- 1919 : Jules Bordet reçoit le prix Nobel pour ses découvertes sur le système immunitaire, et spécialement sur les implications des anticorps et sur les mécanismes de l’action du complément. En 1909, il fonde, à Bruxelles, l'institut Pasteur du Brabant devenu institut Pasteur de Bruxelles ;
- 1921 : Découverte à l'institut Pasteur de Lille du vaccin contre la tuberculose : le billié de Calmette et Guérin ou BCG ;
- 1928 : Charles Nicolle reçoit le prix Nobel pour avoir résolu le mystère de la transmission du typhus, spécialement pour avoir déterminé le rôle du pou dans cette transmission ;
- 1932 : Jean Laigret développe le premier vaccin contre la fièvre jaune ;
- 1935 : Jacques Tréfouël, Thérèse Tréfouël, Federico Nitti et Daniel Bovet découvrent les propriétés thérapeutiques du sulfamide ;
- 1937 : Daniel Bovet et Anne-Marie Staub découvrent les premiers médicaments antihistaminiques ;
- 1946 : Daniel Bovet découvre le premier curare non dépolarisant de synthèse ;
- 1951 : André Lwoff établit l’existence des provirus ;
- 1954 : Pierre Lépine développe un des premiers vaccins antipoliomyélitiques ;
- 1956 : Jacques Oudin découvre l’allotypie des protéines ;
- 1957 : Daniel Bovet reçoit le prix Nobel pour ses découvertes sur les antihistaminiques et les curarisants de synthèse ;
- 1960 : François Jacob, David Perrin, Carmen Sanchez et Jacques Monod proposent le concept d'opéron pour le contrôle de l'expression des gènes bactériens ;
- 1963 : Jacques Oudin découvre l’idiotypie des anticorps ;
- 1965 : André Lwoff, François Jacob et Jacques Monod reçoivent le prix Nobel pour leurs découvertes sur la régulation génétique de la synthèse des enzymes et des virus ;
- 1970 : Jean-Pierre Changeux isole le premier récepteur d’un neurotransmetteur, l’acétylcholine ;
- 1983 et 1985 : Luc Montagnier, Jean-Claude Chermann et Françoise Barré-Sinoussi découvrent les deux virus VIH responsables du SIDA, ce pour quoi Luc Montagnier et Françoise Barré-Sinoussi reçoivent le prix Nobel de médecine en 2008 ;
- 1985 : Le premier vaccin humain obtenu par génie génétique à partir de cellules animales, le vaccin contre l’hépatite B, est développé par Pierre Tiollais ;
- années 1990: L'institut Pasteur est impliqué dans le scandale des enfants contaminés par la maladie de Creutzfeldt-Jakob, dans le cadre du traitement par l'hormone de croissance.

Une erreur importante de l'institut va être d’ignorer, en 1897, le mémoire d'Ernest Duchesne sur l'utilisation de Penicillium glaucum pour soigner les infections. L'exploitation précoce de cette découverte aurait pu sauver des millions de vies.
L'institut ouvre une nouvelle ère de médecine préventive avec le développement de vaccins contre la tuberculose, la diphtérie, le tétanos, la fièvre jaune, la poliomyélite et l’hépatite B. Pour ce qui est de la médecine curative, c'est en 1911 qu'elle prend son essor à l'institut, année où Ernest Fourneau crée le laboratoire de chimie thérapeutique, qu'il dirige jusqu'en 1944, et d'où sortent de très nombreux médicaments, parmi lesquels on peut citer le Stovarsol, premier arsenical thérapeutique pentavalent, le Prosympal, premier adrénolytique alpha de synthèse, le Pipéroxane, premier antihistaminique, le Dacorène, premier médicament actif sur le rythme cardiaque, le Dilvasène, premier médicament de synthèse à effet muscarinique commercialement exploitable, ou le Flaxédil, premier curarisant de synthèse. La découverte des propriétés thérapeutiques du sulfamide, par J. et Th. Tréfouël, F. Nitti et D. Bovet, dans le laboratoire de Fourneau, ouvre la voie de la sulfamidothérapie.
Depuis la Seconde Guerre mondiale, les chercheurs de Pasteur se sont essentiellement concentrés sur la biologie moléculaire. Leurs réussites ont été reconnues en 1965, lorsque le prix Nobel a été attribué collectivement à François Jacob, Jacques Monod et André Lwoff pour leurs travaux sur la régulation des virus. En 1985, le premier vaccin humain obtenu par génie génétique à partir de cellules animales, le vaccin contre l’hépatite B, est développé par Pierre Tiollais et ses collaborateurs.

### Organisation à travers les temps
L'institut Pasteur connaît une situation financière délicate dans les années 1960 qui le pousse à demander des subventions de l’État français en 1965. Le déficit, issu d'une situation délicate déjà signalée en 1934 par Alfred Lacroix, est alors en 1961 de dix millions de francs.
Cet appui lui est accordé à la condition que les activités de production et de commercialisation soient clairement distinctes de la recherche. Après un premier accord avec le laboratoire Roger Bellon, l'institut finit par créer sa propre entreprise en 1972, Institut Pasteur Production (IPP), désormais Sanofi Pasteur. En 1974, Sanofi entre à hauteur de 35 % dans le capital d'IPP, cette participation devient majoritaire en 1980.
En janvier 1985, les deux secteurs de production sont séparés entre Pasteur-Sanofi diagnostics à qui revient la production des produits de diagnostic (réactifs biologiques) et Pasteur-Mérieux, pour la production de vaccins et de sérums. L'institut Mérieux devient, lui aussi, majoritaire (51 %) dans son association avec l'institut Pasteur.

## L’institut Pasteur aujourd’hui

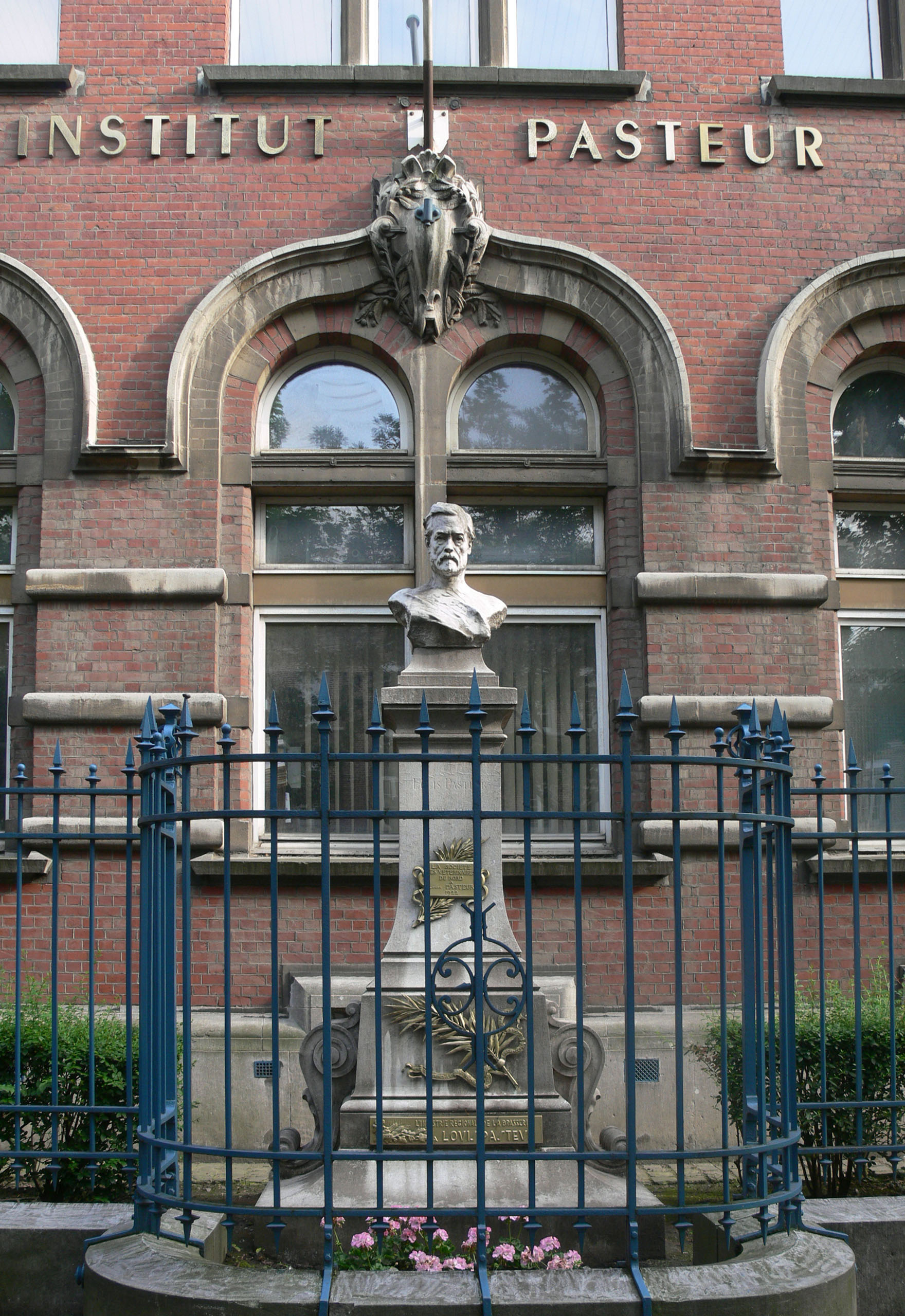
Institut Pasteur de Lille.

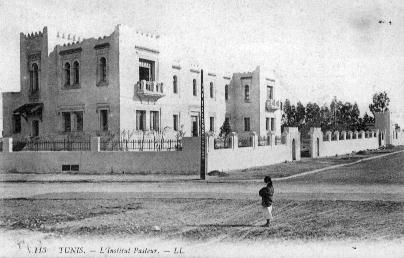
Institut Pasteur de Tunis, vers 1900

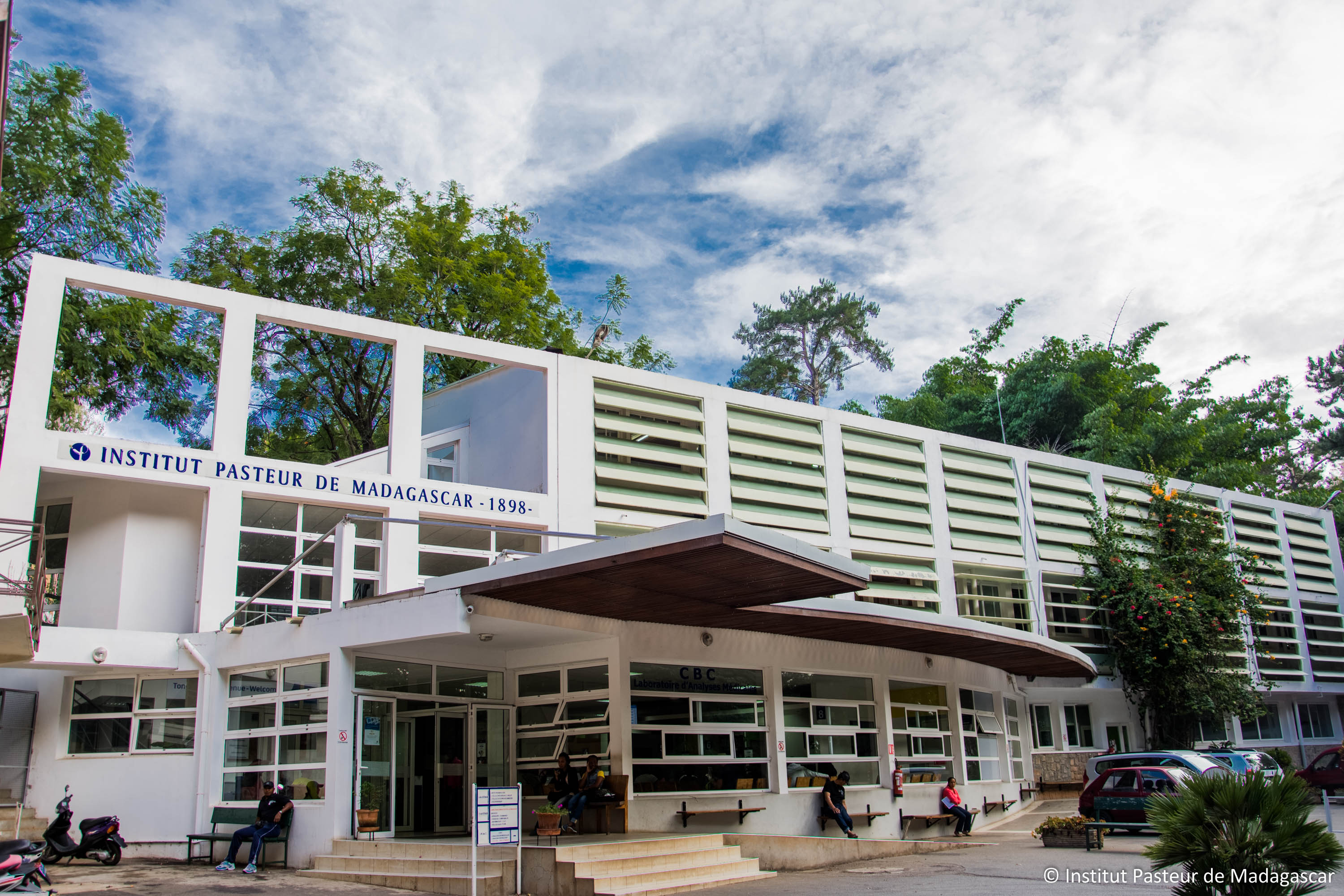
Bâtiment MONOD, institut Pasteur de Madagascar.

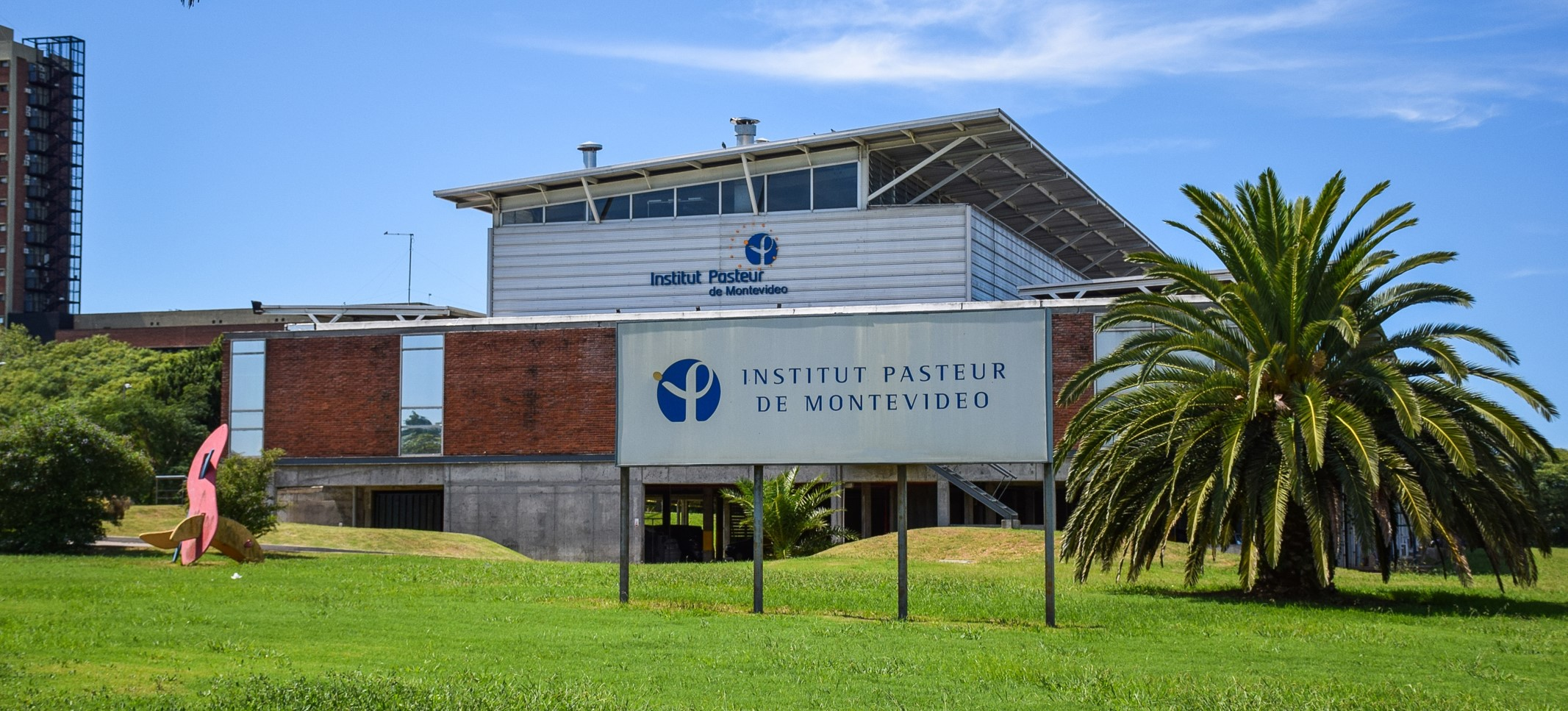
Institut Pasteur de Montevideo, Uruguay.

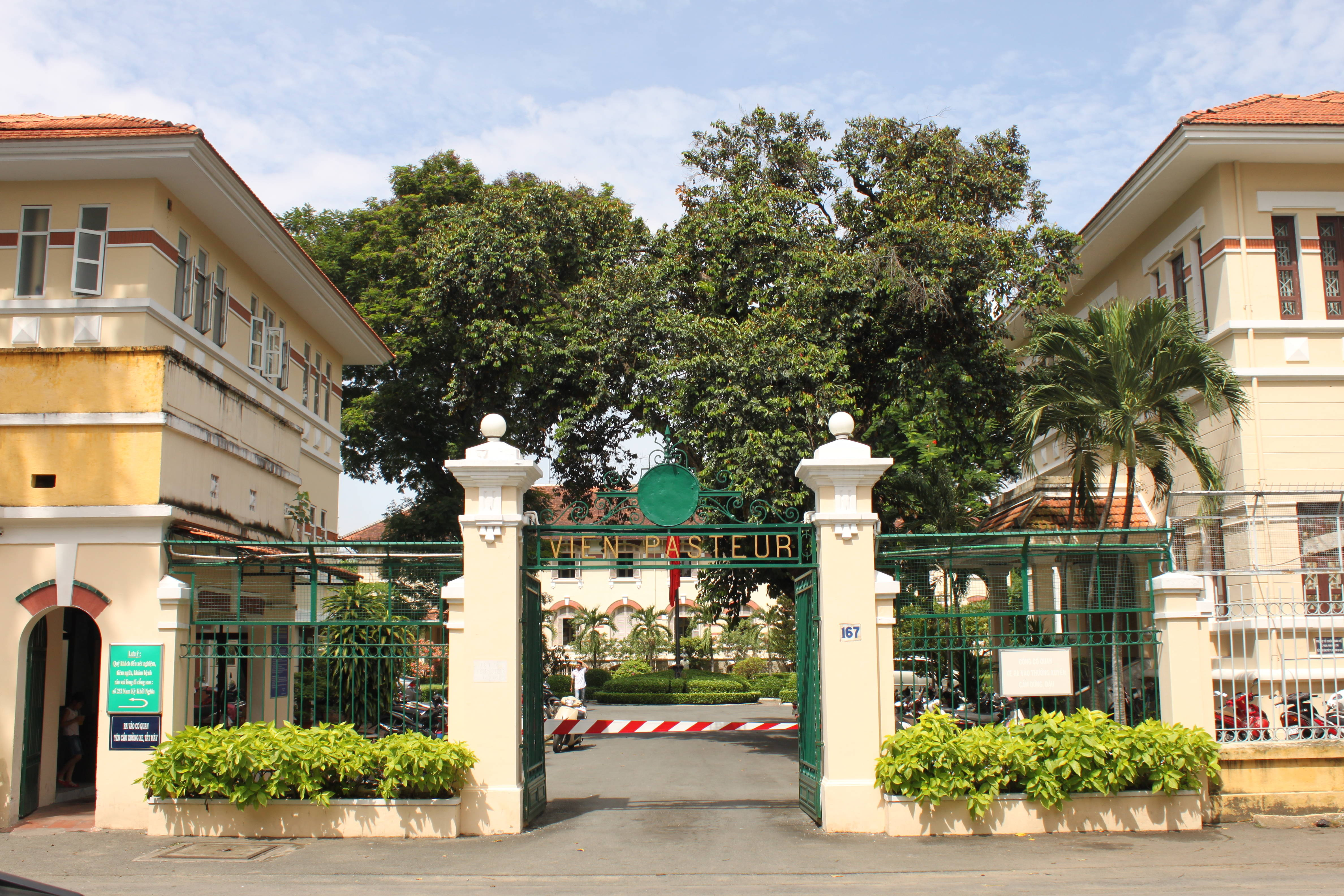
Entrée de l'institut Pasteur d'Hô Chi Minh-Ville, Vietnam.

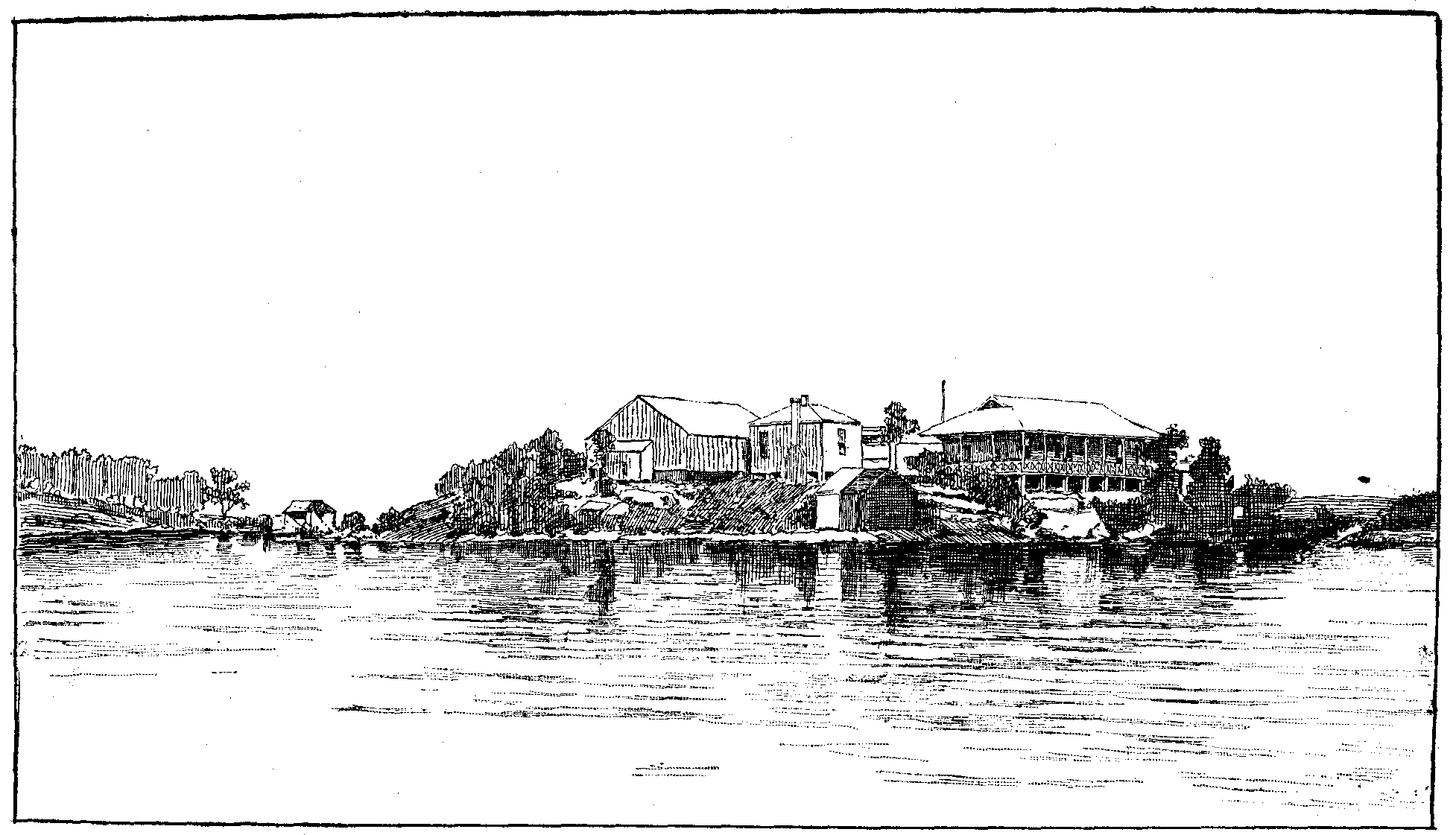
Dessin de l'institut Pasteur d'Australie, Rodd Island, Sydney, vers 1890.

L'institut Pasteur de Paris est composé de 144 unités de recherche, 24 plateformes technologiques et de près de 2 930 personnes. On dénombre 500 scientifiques permanents, et 600 de passage chaque année, originaires de 70 pays différents. Il dispose aussi de centres à Pointe-à-Pitre (Guadeloupe), Cayenne (Guyane) et Nouméa (Nouvelle-Calédonie).
L'institut est aussi au centre d'un réseau mondial de 31 instituts (23 000 salariés) qui se consacrent notamment aux problèmes médicaux dans les pays en voie de développement ; il comprend aussi un centre d'étude diplômant et une unité de ciblage épidémiologique.
Le Réseau international des instituts Pasteur (RIIP) est présent dans les villes et pays suivants :
- Alger, Algérie ;
- Bangui, République centrafricaine ;
- Chengdu, Chine ; le premier institut Pasteur en Chine y fut fondé en 1911 par le docteur Aimé-François Legendre pour lutter contre les épidémies en Chine centrale et de l'ouest.
- Phnom Penh, Cambodge ;
- Dakar, Sénégal ;
- Hô Chi Minh-Ville, Nha Trang et Hanoï, Viêt Nam ;
- Téhéran, Iran ;
- Abidjan, Côte d'Ivoire ;
- Antananarivo, Madagascar ;
- Casablanca, Maroc ;
- Saint-Pétersbourg, Russie ;
- Tunis, Tunisie ;
- Athènes, Grèce ;
- Niamey, Niger ;
- Yaoundé, Cameroun ;
- Séoul, Corée du Sud ;
- Shanghai, Chine ;
- Laval, Canada ;
- Hong Kong, Chine ;
- Montevideo, Uruguay ;
- Vientiane, Laos ;
- Institut Oswaldo-Cruz dit « Fiocruz », Rio de Janeiro, Brésil, institution correspondante ;
- Bruxelles, Belgique. L’institut Pasteur de Bruxelles a été fondé en 1900 par Jules Bordet, disciple de Louis Pasteur et Prix Nobel de médecine en 1919. Contrairement aux autres instituts Pasteur qui ont été fondés à l’initiative de l’institut Pasteur de Paris, celui de Bruxelles a été financé par la province belge du Brabant. À l’origine baptisé « institut Pasteur du Brabant », il a été renommé à la fin du XXe siècle pour devenir l’institut Pasteur de Bruxelles. Initialement situé en bordure du parc Léopold à Bruxelles, il a été installé à partir de 1982 dans un grand immeuble moderne de la commune bruxelloise d’Uccle. Cet immeuble rassemblait ses divers laboratoires de diagnostic microbiologique et de recherche, ainsi qu’un service administratif. Les recherches menées à l’institut Pasteur de Bruxelles étaient consacrées à l’étude des maladies transmissibles en général, notamment le botulisme, la tuberculose, la toxoplasmose et la rage. Cependant, à la suite d'une décision ministérielle en 2007, l’institut Pasteur de Bruxelles a définitivement disparu, ainsi que l’ensemble de ses missions. À partir de 2008, les différents laboratoires de l’ancien institut ont été intégrés au sein de la direction des Maladies transmissibles et infectieuses de l’Institut scientifique de santé publique (devenu Sciensano en 2018).

## Centres de recherche
L’institut Pasteur de Paris possède douze départements de recherche :
1. Biologie cellulaire et infection ;
2. Biologie computationnelle ;
3. Biologie du développement et cellules souches ;
4. Biologie structurale et chimie ;
5. Génomes et génétique ;
6. Immunologie ;
7. Santé globale ;
8. Microbiologie ;
9. Mycologie ;
10. Neurosciences ;
11. Parasites et insectes vecteurs ;
12. Virologie.

En plus de l’isolement des virus VIH-1 et VIH-2 dans un passé récent, les chercheurs de l’institut Pasteur ont développé un test pour la détection précoce du cancer du côlon, un vaccin contre l’hépatite B grâce au génie génétique et un test de diagnostic rapide pour la détection de la bactérie Helicobacter pylori qui est impliquée dans la formation des ulcères de l’estomac. D’autres recherches en cours concernent l’étude du cancer et plus particulièrement la détermination du rôle des oncogènes, l’identification des marqueurs tumoraux pour des tests de diagnostic et le développement de nouveaux traitements. Un domaine d’intérêt particulier est l’étude des virus des papillomes humains (VPH) et leur rôle dans les cancers génitaux. Les chercheurs sont actuellement concentrés sur le développement de différents vaccins contre de nombreuses maladies, incluant le SIDA, la malaria, la dengue et la bactérie Shigella.
Actuellement, un vaste champ de recherche vise à déterminer les séquences complètes du génome de plusieurs organismes d’importance médicale, dans l’espoir de trouver de nouvelles approches thérapeutiques. L’institut a ainsi contribué aux projets de séquençage génétique de la levure commune (Saccharomyces cerevisiae, un organisme qui fut si important dans l’histoire de Pasteur), terminé en 1996, de Bacillus subtilis terminé en 1997 et de Mycobacterium tuberculosis terminé en 1998.

## Centre d’enseignement
Depuis sa fondation, l’institut Pasteur a réuni des scientifiques de nombreuses disciplines différentes pour des études supérieures. Aujourd’hui, approximativement 300 étudiants diplômés et 500 stagiaires postdoctoraux de 40 pays différents participent à des programmes d’études supérieures à l’institut. Il y a des pharmaciens et des vétérinaires, aussi bien que des médecins, des chimistes et d’autres scientifiques.

## Centres de référence
Des échantillons de bactéries et de virus en provenance de nombreux pays sont envoyés aux centres de référence de l’institut pour être identifiés. L'institut Pasteur de Paris héberge 14 centres nationaux de référence (CNR) sur des maladies ou pathogènes particuliers (grippe, rage, Listeria, etc.) ainsi que sept centres collaborateurs de l'OMS (CCOMS) et de l'OIE (CCOIE).
En plus de servir de centre épidémiologique, l’institut a une action de conseil auprès du gouvernement français et de l’Organisation mondiale de la santé (OMS) des Nations unies. Les scientifiques de l’institut aident aussi à surveiller les épidémies et à contrôler les éruptions de maladies infectieuses dans le monde entier. Ces activités ont créé une collaboration rapprochée entre l’institut et les Centres pour le contrôle et la prévention des maladies aux États-Unis.

## Vaccins et produits d’aide au diagnostic
La production et la vente de tests de diagnostic développés dans les laboratoires de l’institut étaient sous la responsabilité de Sanofi Diagnostics Pasteur, tandis que la production et vente des vaccins étaient sous la responsabilité de Pasteur Mérieux, Sérums et Vaccins. Ces deux entreprises sont, depuis 2004, regroupées sous le nom de Sanofi Pasteur (filiale de la firme pharmaceutique française Sanofi) qui gère donc l'ensemble de ces activités.

## Structure et ressources

### Direction de l'institut
En tant qu’organisation privée à but non lucratif, l'institut est dirigé par un conseil d'administration présidé par Yves Saint-Geours depuis octobre 2022. La directrice générale est Yasmine Belkaid depuis le 1er janvier 2024.

#### Directeurs
| Période                 | Nom                  | Notes                                        |
| ----------------------- | -------------------- | -------------------------------------------- |
| 1887 - 1895             | Louis Pasteur        | Mort en fonction.                            |
| 1895 - 1904             | Émile Duclaux        | Mort en fonction.                            |
| 1904 - 1933             | Émile Roux           | Mort en fonction.                            |
| 1934 - 1940             | Louis Martin         |                                              |
| mai-décembre 1940       | Gaston Ramon         | Démissionnaire, directeur honoraire en 1941. |
| 1940 - 1964             | Jacques Tréfouël     | Directeur honoraire en décembre 1964.        |
| 1964 - 1965             | Charles Gernez-Rieux | Démissionnaire.                              |
| janvier - juin 1966     | Hubert Marneffe      | Intérim.                                     |
| 1966 - 1971             | Pierre Mercier       |                                              |
| 1971 - 1976             | Jacques Monod        | Mort en fonction.                            |
| 1976 - 1982             | François Gros        |                                              |
| 1982 - 1987             | Raymond Dedonder     |                                              |
| 1988 - 1999             | Maxime Schwartz      |                                              |
| 2000 - 2005             | Philippe Kourilsky   | Démissionnaire le 31 juillet 2005.           |
| 01/10/2005 - 30/09/2013 | Alice Dautry         | Réélue en 2009                               |
| 01/10/2013 - 30/09/2017 | Christian Bréchot    |                                              |
| 01/01/2018 - 01/01/2024 | Stewart Cole         |                                              |
| 01/01/2024 -            | Yasmine Belkaid      |                                              |

#### Sous-directeurs
| Période     | Nom                               |
| ----------- | --------------------------------- |
| 1887 - 1895 | Émile Duclaux                     |
| 1895 - 1904 | Émile Roux et Charles Chamberland |
| 1917 - 1934 | Louis Martin                      |
| 1919 - 1933 | Albert Calmette                   |
| 1934 - 1940 | Gaston Ramon                      |
| 1940 - 1945 | Noël Bernard                      |
| 1945 - 1958 | René Dujarric de la Rivière       |
| 1959 - 1971 | Hubert Marneffe                   |
| 1966 - 1985 | Élie Wollman                      |
| 1966 - 1981 | Bernard Virat                     |
| 1971 - 1974 | Robert Néel                       |
| 1985 - 1987 | Maxime Schwartz                   |

### Ressources
Financé par de nombreuses sources, l’institut assure son autonomie et garantit l’indépendance de ses scientifiques. Les fonds de l’institut viennent, entre autres, des subventions du gouvernement français, des honoraires de consultation, des droits de licence, des revenus de différents contrats, de dons privés et de financements de projets scientifiques français (ANR...), européens (EU) et internationaux.
Pour promouvoir son action auprès du public et lui permettre de faire appel au don en confiance, la section française de l’organisation, en tant qu’association, adhère au Don en confiance.
Chaque année au mois d’octobre, l’institut Pasteur organise le Pasteurdon, événement solidaire faisant appel à la générosité publique pour participer au financement des travaux de recherche de l’institut.
Du 20 au 22 septembre 2019 a eu lieu le Z Event 2019 qui a permis de récolter 3 510 682 euros directement versés à l'institut Pasteur.

## Dysfonctionnements
En 2014, l’institut Pasteur « égare » 2 349 échantillons de SRAS au cours d'un inventaire réglementaire.
Le 19 décembre 2016, une enquête préliminaire est ouverte par le parquet de Paris à la suite d'un signalement de l'Agence nationale de sécurité du médicament (ANSM) au titre de l'article 40 du code de procédure pénale. L'agence reproche à l'institut Pasteur de ne pas lui avoir signalé, comme le prévoit la loi, un incident portant sur des échantillons de virus MERS-CoV. L'enquête judiciaire pointe les « conditions dans lesquelles de dangereux virus ont pu arriver en son sein en octobre 2015, de Corée du Sud, sans que les autorités sanitaires soient au courant ». La direction de l'Institut avait pris la décision de détruire les échantillons du virus sans en informer au préalable l'autorité sanitaire ni déclarer l'incident sous les 48 heures, comme le veut la loi.
En 2017, dans le cadre d'une enquête administrative lancée l'année précédente, la direction est mise en cause par l'Inspection générale des affaires sociales qui achoppe sur certains aspects de la gestion de l'Institut.

## En littérature
Le Docteur Louis-Ferdinand Destouches (plus connu sous son nom de plume Louis Ferdinand Céline) a publié une caricature  de l'Institut Pasteur et des chercheurs qui y travaillent, dans Voyage au bout de la nuit . Le nom de l'institut est masqué derrière un paravent littéraire, et désigné comme Institut Bioduret Joseph (Le réactif Bi-ioduré, ou plus correctement iodo-ioduré, est un composé très utilisé dans les laboratoires de biochimie). Certains chercheurs travaillant à l'Institut Pasteur à l'époque ou Céline - Destouches y travailla brièvement se sont reconnus dans les portraits-charges dressés par l'auteur.